# Great DJ
Singles de The Ting Tings
"Fruit Machine
(2008)
Pistes de We Started Nothing
"That's Not My Name"
Singles de The Ting Tings
"Fruit Machine"
(2007) "That's Not My Name"
(2008)
Great DJ est le nom du troisième single du groupe anglais Indie pop The Ting Tings. Le single est d'abord sorti sous la forme de double face A avec That's Not My Name.
Quand Great DJ est ressorti, après quelque temps That's Not My Name fait une entrée remarquée dans les charts UK en prenant instantanément la première.
La jaquette du single a été en fait recyclée : Katie et Jules ont récolté de vieux vinyles venant de nombreux vides greniers et d'organisations de charités dans et autour de Manchester, puis ont mis les jaquettes à l'envers et les ont personnalisés pour créer de nouvelles pochettes pour ce single.

## Single gratuit sur iTunes
Great DJ a figuré sur les singles gratuits d'Itunes de la semaine au Canada où il reçut une moyenne de 3 1/2 sur 5.

## Pistes
Enregistrement original (2007, Switchflicker)
1. "That's Not My Name" - 3:43
2. "Great DJ" - 3:23

CD 1 (2008, Columbia)
1. "Great DJ" - 3:23
2. "Great DJ (Calvin Harris Remix Edit)" - 6:37
3. "Great DJ (7th Heaven Radio Edit)" - 3:31

CD 2 (2008, Columbia)
1. "Great DJ (Calvin Harris Remix)" - 7:05
2. "Great DJ (7th Heaven Remix)" - 6:38
3. "Great DJ (7th Heaven Dub)" - 6:53

### Charts
| Chart (2008)                        | Meilleure position |
| ----------------------------------- | ------------------ |
| European Top 200 Singles Chart      | 145                |
| Irish Singles Chart                 | 35                 |
| Italian Singles Chart               | 48                 |
| Japanese Hot 100 Singles Chart      | 5                  |
| UK Singles Chart                    | 1                  |
| U.S. Billboard Hot Dance Club Songs | 9                  |